# Gert Grabbert
Gert Grabbert (* 18. Mai 1940 in Stralsund; † 4. August 2022) war ein deutscher Ingenieur und Hochschullehrer.

## Leben
Grabbert legte 1958 in Freiberg das Abitur ab. Er studierte Maschinenbau und Verfahrenstechnik an der TH Dresden. 1974 wurde er an der Bergakademie Freiberg zum Dr.-Ing. promoviert. Im Jahr 1988 folgte die Promotion B, die 1991 als Habilitation anerkannt wurde. Die Lehrbefähigung für das Fachgebiet Thermische Verfahrenstechnik erwarb er 1990. Von 1993 bis 2004 wirkte Gert Grabbert als außerplanmäßiger Professor an der TU Bergakademie Freiberg, von 1991 bis 1995 war er stellvertretender Direktor des Instituts für Thermische Verfahrenstechnik, Umweltverfahrenstechnik und Agglomerationstechnik.

## Veröffentlichungen (Auswahl)
- Theoretische und experimentelle Untersuchung des Stoffübergangs am Rieselfilm unter Berücksichtigung der Krümmung der Phasengrenzfläche. Dissertation, Bergakademie Freiberg, 1974
- Modellvorstellungen zum Impuls-, Stoff- und Wärmetransport in Rieselfilmen und ihre Anwendungsmöglichkeiten auf technische Probleme. Dissertation B, Bergakademie Freiberg, 1988